# Fernand Labat
Pour les articles homonymes, voir Labat.
Fernand Labat est un peintre, graveur et illustrateur français né à Beautiran (Gironde) le 14 janvier 1889 et mort à Nogent-sur-Marne le 11 février 1959.

## Biographie

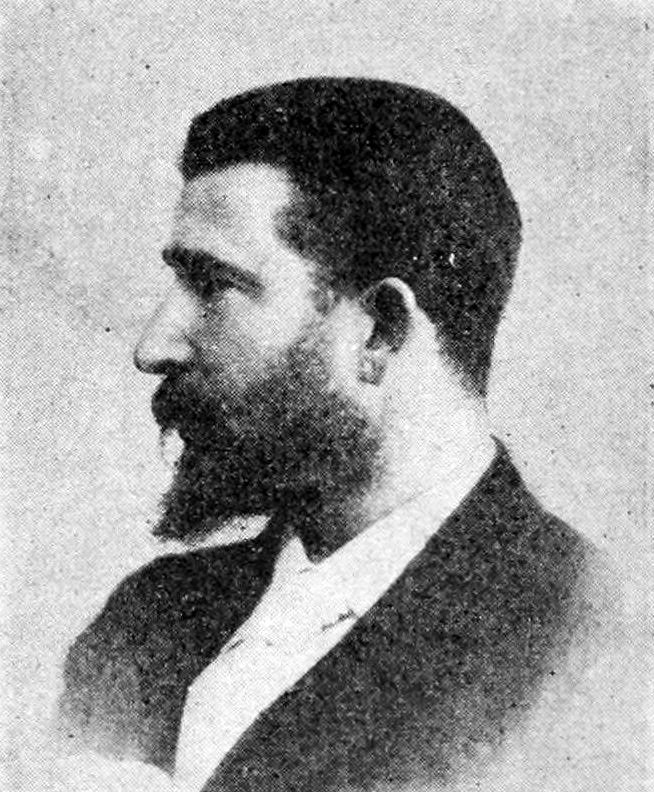
Paul Quinsac.

Né à Beautiran d'un père ingénieur des ponts et chaussées, se passionnant pour la peinture dès l'âge de six ans, Fernand Labat est en 1910 l'élève de Paul Quinsac, « portraitiste habile, praticien honnête issu de l'atelier de Jean-Léon Gérôme », à l'École des beaux-arts de Bordeaux. Une bourse d'études lui permet d'entrer chez Gabriel Ferrier à l'École nationale supérieure des beaux-arts de Paris.
La première Guerre mondiale, qui conduit Fernand Labat, alors mobilisé comme téléphoniste, de l'Aisne à la Somme, puis en Alsace, le voit également lié à la pratique de la gravure : « il porte alors dans sa musette, restitue Maximilien Gauthier, la charge supplémentaire de bois gravés où il inscrit le témoignage d'invraisemblables horreurs ». 
Fait prisonnier en 1918, Fernand Labat est en 1919 rapatrié par une péniche jusqu'à Rotterdam, puis par un bateau américain jusque Cherbourg. Il est situé en 1920 au 6, rue Asseline à Paris, dans « un local tout d'une pièce, vitré de part et d'autre ».
Au soir de sa vie, Fernand Labat se retire à la maison de retraite des artistes de Nogent-sur-Marne où il meurt en février 1959. Ses traits nous sont fixés par le portrait en buste qu'en fit le sculpteur bordelais Jean Paris dit Pryas (1891-1985), édité en bronze par la fonderie Valsuani.

## Contributions bibliophiliques
- Francis Jammes, Les Georgiques chrétiennes, illustrations de Fernand Labat reproduites au pochoir, cinq cents exemplaires numérotés, Éditions littéraires de France, 1945.
- Alphonse de Lamartine, Méditations poétiques, illustrations de Fernand Labat, Éditions Livres d'art (imprimerie Coulouma), 1947[3].
- Paul Verlaine, Sagesse, composé et manuscrit par Guido Colucci, illustré des aquarelles de Fernand Labat, à l'Enseigne de la Trirème, 1934.

## Expositions

### Expositions personnelles
- Galerie Le Portique, Paris, avril-mai 1927[4], 1929[5].
- Expositions non datées : Galerie Georges Bernheim, Galerie Druet, Paris[6].

### Expositions collectives
- Salon des Tuileries, à partir de 1923[1].
- Salon d'automne, Paris, à partir de 1926[7], sociétaire en 1927[8].
- Fernand Labat, Jean Léon, Marcel Gimond, Roland Goujon, Leleu-Bourgoin, Roland Oudot, Jean-François Thomas, Tzanck, André Vigneau, Galerie Carmine, Paris, 1926[9].
- Galerie Le Portique, Paris, 1926 (avec Jean Léon, Roland Goujon, Jean-François Thomas, André Vigneau, Walter Lewino), 1927 (avec Jules Adler, Roger Bissière, Maurice Brianchon, Raymond Legueult, Camille Liausu, Roland Oudot), 1929 (avec Maurice Brianchon, Raymond Legueult, Roland Oudot).
- Salon des indépendants, Paris, 1927[10].
- Deuxième groupe - Jean Berque, Gabriel Fournier, Marcel Leprin, Fernand Labat, Galerie Marcel Bernheim, Paris, 1927[11].
- 6e Salon des artistes indépendants bordelais, Bordeaux, octobre-novembre 1933[12].

## Citations

### Dits de Fernand Labat
- « Je ne sais pas ce que le mot primitif veut dire. S'il est naïf ou primitif de se laisser porter par une idée, un sentiment, je veux l'être. Mais on n'est peintre que si l'on pense, ou si l'on sent, naturellement, en plasticien ; autrement dit : si l'on est capable d'exprimer son idée, son sentiment, par le moyen d'équivalences plastiques bien fidèles. » - Fernand Labat[1]
- « Quel que soit l'être ou l'objet que le peintre évoque ou représente, la bonne peinture est toujours religieuse. C'est l'art lui-même qui, selon moi, est essentiellement une ferveur. » - Fernand Labat[1]

### Réception critique
- « Curieux des effets, plus variés qu'on ne le penserait d'abord, d'un éclairage vertical, Labat use d'une palette rompue, où des gris blonds, à peine chauds, s'opposent à des luisants froids. Il y a, dans cet ennemi de tout excès, une distinction profonde que nulle fadeur ne vient gâter. » - François Fosca, 1927[4]
- « Labat, sans cesser d'être lui-même, se développe et s'enrichit. Jusque-là grises, délicates, et parfois un peu trop, ses harmonies sont devenues plus colorées, abondantes en roux et en fauves, en pourpres. Labat mérite le succès et il l'aura. » - François Fosca, 1929[5]
- « Tel un postimpressionniste, il ne s'interdit pas de décomposer la couleur en tons élémentaires ; et cependant, ses harmonies sont vaporeuses et ses volumes substantiels. Avec une palette chargée de rouges chantants (vermillon, cadmium), d'ocres, de vert émeraude, de bleu d'outremer, de cobalt et de blanc, il peint des tableaux calmes, aux discrètes blondeurs, aux profondeurs tantôt nuancées, tantôt opaques. Longtemps, il a préféré la technique du couteau à celle de la brosse, mais toujours il a pratiqué un système de menues touches analytiques ; pourtant, il n'a jamais perdu de vue la nécessité de construire, de ne pas sacrifier l'accent monumental de l'ensemble à la saveur du détail. Il parle avec subtilité, originalité, voire fantaisie, le langage pictural de sont temps ; mais ses vrais maîtres sont Giotto et Giovanni da Fiesole... On connaît surtout ses peintures. Ses pastels aux accents savoureux fondus mériteraient de l'être davantage. » - Maximilien Gauthier[1]
- « Labat sait la poésie des rues et la chante. » - Jacques Guenne[13]
- « Il a été très influencé par la peinture postimpressionniste, mais ses vrais maîtres semblent être ceux de la Renaissance italienne. » - Dictionnaire Bénézit[7]

## Collections publiques
- Paris :
  - Centre national des arts plastiques : La Balançoire, huile sur toile, 61 × 46 cm[14].
  - Fonds d'art contemporain - Paris Collections :
    - Course de taureaux, aquarelle 22,9x34,6cm, vers 1938[15] ;
    - Équitation, aquarelle 29,5x37,7cm, vers 1941[16].

  - musée national d'Art moderne : Le Square, huile sur toile, 100 × 73 cm[7].

## Collections privées
- François Mauriac, Préséances, manuscrit en exemplaire unique du roman de François Mauriac dont Fernand Labat a intégralement recopié le texte à la plume, qu'il a enrichi de 41 aquarelles originales et qu'il a offert à l'auteur (1948-1955)[17].